# 利纳尔 (上维埃纳省)
利纳尔（法語：Linards，法語發音：[linaʁ]）是法国新阿基坦大区上维埃纳省的一个市镇，属于利摩日区。

## 地理
利纳尔（45°42'6"N, 1°31'53"E）面积36.3 平方千米，位于法国新阿基坦大区上维埃纳省，该省份为法国中西部省份，北起顺时针与安德尔省、克勒兹省、科雷兹省、多爾多涅省、夏朗德省和维埃纳省接壤。
与利纳尔接壤的市镇（或旧市镇、城区）包括：罗济耶圣乔治、圣梅阿尔、拉福雷新堡、格朗日、讷维克昂捷、圣博内布里扬斯。

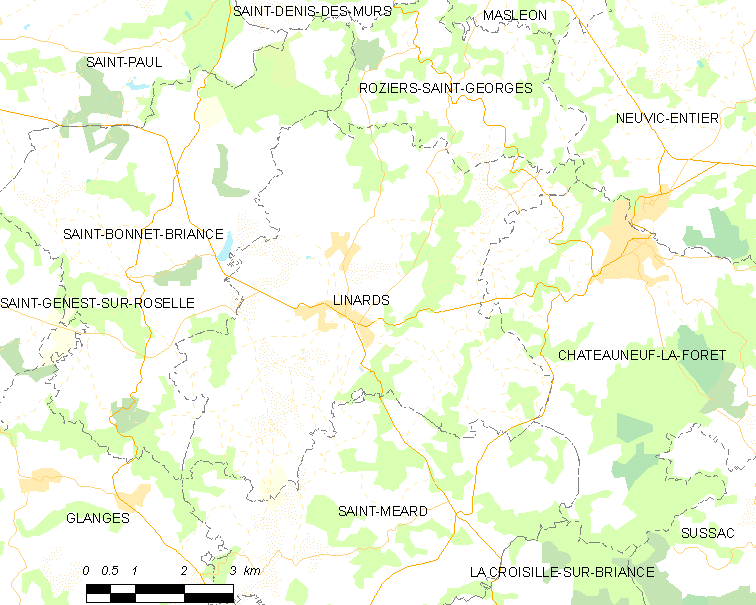
的OSM定位图

利纳尔的时区为UTC+01:00、UTC+02:00（夏令时）。

## 行政
利纳尔的邮政编码为87130，INSEE市镇编码为87086。

## 政治
利纳尔所属的省级选区为埃穆捷县。

## 人口

1962-2008年间人口变化图示

利纳尔于2022年1月1日时的人口数量为1004人。